# Might and Magic
Might and Magic (MM) is een serie van computer role-playing game-computerspellen van New World Computing, geproduceerd door Jon Van Caneghem. In 1996 werd New World Computing overgenomen door de 3DO Company.
In augustus 2003 ging 3DO failliet en werd het Might and Magic-genre, met alles wat eraan verbonden was, gekocht door  UbiSoft.

## Spellen

### Might and Magic
Er zijn negen computerspellen in de reeks Might and Magic
- Might and Magic: The Secret of the Inner Sanctum (1987)
- Might and Magic II: Gates to Another World (1988)
- Might and Magic III: Isles of Terra (1991)
- Might and Magic IV: Clouds of Xeen (1992)
- Might and Magic V: Darkside of Xeen (1993)
  - Might and Magic: World of Xeen (combinatie van MMIV en MMV)
- Might and Magic VI: The Mandate of Heaven (1998)
- Might and Magic VII: For Blood and Honor (1999)
- Might and Magic VIII: Day of the Destroyer (2000)
- Might and Magic IX (2002)

### Spin-offs
Het succes van de Might and Magic-spellen heeft tot veel spin-offs geleid. De bekendste is de Heroes of Might and Magic spellenserie. Deze serie bevat inmiddels al zeven spellen + elf uitbreidingen.
Andere spin-offs zijn: Crusaders of Might and Magic, Warriors of Might and Magic, Legends of Might and Magic, Might and Magic: Swords of Xeen en  Might and Magic Tribute (nog in ontwikkeling).
Voor een compleet overzicht van de Might and Magic spellen + alle spin-offs zie lijst van Might and Magic spellen.

## Manier van spelen
De overgrote meerderheid van de Might and Magic-spellen speelt zich af in een middeleeuwse fantasiewereld. De speler kan hierin verscheidene personages ('characters') besturen die bestaan uit leden van verschillende klassen en groepen.
De spelwereld wordt aan de speler getoond vanuit het eerste persoon-perspectief. In de eerdere spellen was het raakvlak van de spellen bijna gelijk aan het spel Bard’s Tale, maar vanaf Might and Magic VI: The Mandate of Heaven bestaat de spelwereld uit een driedimensionale omgeving gelijk aan Doom.
De spelwerelden in alle Might and Magic-spellen zijn zeer uitgebreid en zit vaak vol met grote groepen vijanden.

## Inhoud

### New World Computing spellen
De Might and Magic spellen spelen zich af in een fictief universum waar de planeten in de gaten worden gehouden door machtige wezens, bekend als “Ancients”. In elk van de spellen vecht een groep personages met monsters en volbrengt zoektochten op een van deze planeten. Vaak komen de personages hierbij in conflict met de Ancients.
De eerste vijf spellen in de serie draaiden om de planeetwachter Sheltem die er lol in scheen te hebben planeten in hun zon te gooien. Sheltem vestigt zich telkens op een planeet waar hij door Corak, een vertegenwoordiger van de Ancients, van wordt verdreven. Uiteindelijk worden Corak en Sheltem gedood.
Het zesde, zevende en achtste spel spelen zich af op een planeet, geregeerd door de Ironfist-dynastie en beschrijven de gebeurtenissen tijdens en na een invasie van de Kreegan. In de Heroes of Might and Magic-serie worden de belevenissen van de Ironfists meer gedetailleerd behandeld.
Dit fictieve universum was ook de locatie voor alle spin-offs van de Might and Magic-serie, gemaakt door New World Computing.

### Ubisoft spellen
Vanaf Heroes of Might and Magic V (het eerste Might and Magic spel gemaakt door Ubisoft) spelen de Might and Magic-spellen zich niet langer af in het fictieve Might and Magic-universum, bedacht door New World Computing, maar in een compleet nieuwe wereld, genaamd Ashan. Ook alle volgende Might and Magic spellen van Ubisoft zullen zich in deze wereld afspelen.
De wereld van Ashan heeft geen enkele band met het oude Might and Magic-universum. Ubisoft koos hiervoor omdat het steeds moeilijker werd om verhaallijnen te bedenken voor de oude Might and Magic wereld.